# Île Descartes
Die Île Descartes, auch bekannt als Descartes Island, ist eine felsige und 160 m lange Insel vor der Küste des ostantarktischen Adélielands. Sie liegt 1,4 km nordnordöstlich des Kap Mousse zwischen den Inseln Île Lagrange und La Conchée.
Teilnehmer einer von 1950 bis 1951 dauernden französischen Antarktisexpedition benannten die Insel nach dem französischen Mathematiker und Philosophen René Descartes (1596–1650).